# Chgrp
Lệnh chgrp (viết tắt của change group - thay đổi nhóm) trong các hệ điều hành giống Unix dùng để thay đổi nhóm gán với đối tượng tập tin (tập tin, thư mục, liên kết). Một đối tượng tập tin có ba nhóm quyền truy cập chính: một cho chủ sở hữu, một cho nhóm và một cho những người dùng khác.

## Cú pháp
chgrp [OPTION]... GROUP FILE...
-c, --changes: tương tự verbose nhưng chỉ xuất ra những thay đổi có hiệu lực
--dereference: ảnh hưởng tới đích của liên kết tượng trưng nhưng không ảnh hưởng tới liên kết
-h, --no-dereference: ảnh hưởng tới liên kết tượng trưng nhưng không ảnh hưởng tới đích của nó
--no-preserve-root: không đối xử đặc biệt với '/'
--preserve-root: không xử lý trên '/'
-f, --silent, --quiet: tiếp tục làm việc dù có lỗi, không hiển thị các thông báo lỗi
--reference=RFILE: sử dụng nhóm của RFILE
-R, --recursive: thực hiện với các thư mục con
-v, --verbose: xuất ra quá trình làm việc
- Nhóm có thể là tên nhóm hoặc định danh bằng số
- Danh sách tập tin có thể là một hay nhiều đối tượng, có thể là biểu thức dạng *.conf

## Ví dụ
```
 
$
 
ls
 
-l
 
*.conf
-rw-rw-r--
   
1
 
gbeeker
  
wheel
           
3545
 
Nov
 
04
 
2011
  
prog.conf
-rw-rw-r--
   
1
 
gbeeker
  
wheel
           
3545
 
Nov
 
04
 
2011
  
prox.conf

 
$
 
chgrp
 
staff
 
*.conf

 
$
 
ls
 
-l
 
*.conf
-rw-rw-r--
   
1
 
gbeeker
  
staff
          
3545
 
Nov
 
04
 
2011
  
prog.conf
-rw-rw-r--
   
1
 
gbeeker
  
staff
          
3545
 
Nov
 
04
 
2011
  
prox.conf

```

Trong ví dụ trên lệnh chgrp gán nhóm cho các đối tượng có đuôi.conf trong thư mục hiện hành là 'staff', (nhóm đã có là wheel)